# Реклама на автомобилях
Реклама на автомобилях, или автореклама, — реклама, распространяемая посредством размещения на внешних поверхностях автомобилей. Является видом транспортной рекламы.

## Виды рекламы на автомобилях
- реклама на частных автомобилях;
- реклама на заднем стекле автомобиля;
- реклама на корпоративном транспорте (реклама на автотранспорте, принадлежащем рекламодателю).

Кроме того, можно выделить такой вид рекламы на автомобилях, как мобильный билборд (вместо кузова на среднетоннажный грузовик устанавливается рекламный щит), в настоящее время запрещённый законодательно, поскольку автомобили в данном случае используются "исключительно или преимущественно в качестве передвижных рекламных конструкций".

## Способы нанесения рекламы на автомобили
Основным способом нанесения рекламы на автомобиль является его оклейка плёнкой. Различают два основных способа изготовления плёнки: плоттерная резка (специальным прибором — плоттером — вырезается необходимый рисунок или надпись) и полноцветная печать. Плоттерная резка используется для изготовления простых изображений, полноцветная печать — более сложных, многоцветных.
Редко для нанесения рекламы на автомобиль используется аэрография, однако она в данном случае непопулярна, поскольку невозможно восстановление исходного цвета автомобиля.

## Особенности рекламы на автомобилях
- отсутствие маршрутов движения — в подавляющем большинстве случаев после размещении рекламы не происходит изменения целей использования автомобиля. Эффективность рекламы в данном случае напрямую зависит от интенсивности использования автомобиля;
- достаточно либеральное законодательное регулирование — размещение рекламы на транспортном средстве осуществляется на основании договора, заключаемого рекламодателем с собственником транспортного средства[1]. Таким образом, не требуется какого-то специального разрешения или оформления паспорта рекламного места.
- существуют законодательные ограничения для рекламы на автомобилях. Запрещено размещение рекламы на транспортных средствах специальных и оперативных служб, федеральной почтовой связи, машинах, оборудованных для подачи звуковых и световых сигналов, предназначенных для перевозки опасных грузов. Реклама, размещённая на транспортных средствах, не должна создавать угрозу безопасности движения[1]. Запрещено использование звуковой рекламы как снаружи транспортного средства, так и внутри него [2].

## Эффективность рекламы на автомобилях
В целом, автореклама считается более эффективной, нежели традиционная наружная реклама на статичных поверхностях. Исследования австралийских ученых позволяют говорить о лучшей запоминаемости движущейся рекламы , исследователи в США пришли к выводу, что количество показов одного автомобиля с рекламой выше в 2-3 раза, нежели количество показов с одного билборда. В России же был проведен эксперимент, согласно которому одна компания в течение месяца раз в сутки меняла расположение своей рекламы на различных билбордах, достигая тем самым эффекта ротации, присущего транзитной рекламе. В результате, эффект узнаваемости бренда вырос, по сравнению с периодом, когда компания размещала билборды в одних и тех же местах. Также эффективность рекламы на автомобилях а в частности на заднем стекле, увеличивается если автомобиль находится в пробке. Это особенно актуально в крупных городах и мегаполисах. Реклама в пробке эффективная, потому что скорость движения потока небольшая и равномерная, и потенциальный клиент скорее всего воспримет информацию с носителя.